# Julio Pérez
Julio Gervasio Pérez Gutiérrez, né le 19 juin 1926 à Montevideo et mort le 22 septembre 2002, est un footballeur international uruguayen évoluant au poste de attaquant, ainsi qu'un entraîneur de football.

## Biographie
Julio Pérez évolue dans trois clubs uruguayens : le Racing Club de Montevideo de 1945 à 1948, le Club Nacional de Football de 1950 à 1957 avec lequel il remporte quatre titres de champions et le Sud América de 1958 à 1960. Il passe aussi un an en Argentine à Club Atlético River Plate en 1949 et au Brésil, avec le SC Internacional en 1957. Il est sélectionné en équipe d'Uruguay de football où il joue vingt-deux matches, dont tous les matchs de la Coupe du monde de football de 1950 remportée par la sélection uruguayenne. En 1960, il joue pour des clubs amateurs (Canelones, Lavalleja y Rocha) avant d'arrêter sa carrière de joueur en 1963.
Il devient ensuite entraîneur d'équipes de jeunes à Sud América de 194 à 1967, au Racing Club de Montevideo en 1968, au Defensor Sporting Club de 1979 à 1980 avant d'aller au Paraguay entraîner les jeunes du Club Olimpia. Il revient en Uruguay en 1981 où il prend la tête de l'équipe première du Centro Atlético Fénix. Il part ensuite au Mexique encadrer les jeunes du Club Deportivo Tiburones Rojos de Veracruz de 1982 à 1983. Il est superviseur du Defensor SC de 1984 et du Club Atlético Bella Vista de 1985 à 1986.

## Palmarès
Avec l'équipe d'Uruguay de football
- Vainqueur de la Coupe du monde de football de 1950.

Avec le Nacional
- Vainqueur du Championnat d'Uruguay de football en 1950, 1952, 1955 et 1956.